# Trojan Room Coffee Pot

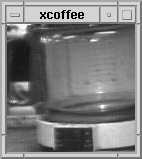
La caffettiera, come mostrata sul software XCoffee

La Trojan Room Coffee Pot era una caffettiera a filtro all'interno del laboratorio Computer dell'Università di Cambridge, in Inghilterra, che poteva essere controllata attraverso la prima webcam al mondo. Le immagini della Trojan Room Coffee Pot sono state trasmesse su internet per la prima volta nel 1991 da Quentin Stafford-Fraser e Paul Jardetzky. Il progetto è migrato poi sul web nel 1993.
Per permettere alle persone che lavoravano nell'edificio di verificare che la caffettiera non fosse vuota prima di recarsi nella stanza per prendere un caffè, è stata installata una telecamera che forniva un'immagine dal vivo a tutti i computer desktop collegati alla rete dell'ufficio. Dopo che la fotocamera è stata connessa a Internet alcuni anni dopo, la caffettiera ha acquisito notorietà internazionale come caratteristica del nascente World Wide Web, fino a quando non è stata dismessa nel 2001.

## Storia

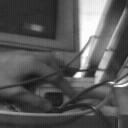
L'ultima foto scattata dalla webcam, che mostra una mano che sta per spegnere il server

La telecamera, con risoluzione 128×128 px, in scala di grigi, è stata collegata alla rete locale del laboratorio tramite una scheda di acquisizione video montata su un computer Acorn Archimedes. Il ricercatore Quentin Stafford-Fraser ha scritto il software client, soprannominato "XCoffee", utilizzando il protocollo X Window System, mentre il suo collega Paul Jardetzky ha scritto il programma server.
Nel 1993, i browser web hanno acquisito la capacità di visualizzare le immagini, e presto divenne chiaro che questo sarebbe stato un modo più semplice per rendere le immagini disponibili per gli utenti. La fotocamera è stata collegata a Internet e l'immagine dal vivo è stata resa disponibile dagli scienziati informatici Daniel Gordon e Martyn Johnson tramite protocollo HTTP nel novembre dello stesso anno. Divenne quindi visibile in tutto il mondo e divenne un punto di riferimento popolare del primo Web.

## Spegnimento e successori
In seguito al trasferimento del laboratorio nella sede attuale, alle 09:54 UTC del 22 agosto 2001 la telecamera è stata spenta. La notizia del suo spegnimento ricevette menzioni in prima pagina sulle testate giornalistiche The Times e The Washington Post, oltre ad articoli su The Guardian e Wired.
L'ultima delle quattro o cinque macchine da caffè viste online, una Krups, è stata battuta all'asta su eBay per 3 350 sterline al sito di notizie tedesco Spiegel Online. La caffettiera è stata successivamente rinnovata pro bono dai dipendenti Krups, ed è stata riaccesa nella redazione della rivista. Dall'estate del 2016, la caffettiera è in prestito permanente all'Heinz Nixdorf MuseumsForum di Paderborn.
Alcune parodie della macchina del caffè Trojan Room includono l'Hyper Text Coffee Pot Control Protocol, una specifica del pesce d'aprile del 1998 per un protocollo di comunicazione, e il videogioco del 2002 Hitman 2: Silent Assassin, in cui il giocatore può distruggere una "macchina fotografica del caffè" in cucina come passatempo. La caffettiera è stata menzionata anche nel dramma della BBC Radio 4 The Archers, il 24 febbraio 2005.
Nel primo episodio della quarta stagione della serie TV Halt and Catch Fire di AMC, la caffettiera viene mostrata per rappresentare la prima webcam che appare sull'emergente World Wide Web.